# Max Wolf (gimnasta)
Max Wolf va ser un gimnasta i atleta estatunidenc que va competir a cavall del segle xix i el segle xx. El 1904 va prendre part en els Jocs Olímpics de Saint Louis, on guanyà la medalla de plata en la prova per equips del programa de gimnàstica, com a membre de l'equip New York Turnverein junt a Emil Beyer, John Bissinger, Arthur Rosenkampff, Julian Schmitz i Otto Steffen. També disputà les proves gimnàstiques del concurs complet i triatló, on fou 51è i 54è respectivament; i el triatló del programa d'atletisme, on fou 63è.